# Vincenzo Garofali
Vincenzo Garofali CRL (auch Vincento Garofali; * 29. Januar 1760 in Rom; † 3. Februar 1839 ebenda) war ein italienischer Ordensgeistlicher, Theologe und Kurienbischof.

## Leben
Er war der Sohn von Francesco Garofali, einem angesehenen Bürger Roms, und dessen Ehefrau Maria Bellisimi. Am 22. Mai 1781 wurde er in Bologna in die Kongregation der Augustiner-Chorherren vom Lateran aufgenommen und legte am 19. Juni 1782 die Profess ab. Vincenzo Garofali war ab dem 28. Juni 1800 Generalprokurator seiner Ordensgemeinschaft. Papst Pius VII. berief ihn 1800 zum Konsultor der Ritenkongregation. Während der napoleonischen Besetzung Roms floh er nach Neapel zu den Fürsten von Giudice Caracciolo. Nach der Wiederherstellung des Kirchenstaates ernannte Pius VII. ihn am 7. Oktober 1814 zum Generalvikar seiner Kongregation, und am 17. Juli 1817 wurde Vincenzo Garofali Konsultor der Kongregation Propaganda fide. Ferner war er ab dem 20. Januar 1822 Konsultor des Heiligen Offiziums und ab dem 20. Mai desselben Jahres Konsultor der Indexkongregation. Daneben war er nacheinander theologischer Berater der Kardinäle Guglielmo Pallotta, Giuseppe und Antonio Doria, Innico Caracciolo, Lorenzo Litta, Giuseppe Spina und schließlich Bartolomeo Pacca. Er war Abt von San Pietro in Vincoli.
Papst Gregor XVI. ernannte ihn am 24. Februar 1832 zum Titularbischof von Laodicea in Phrygia. Die Bischofsweihe spendete ihm am 1. April 1832 in Rom der Kardinalbischof von Ostia, Bartolomeo Pacca; Mitkonsekratoren waren Lorenzo Girolamo Mattei, Lateinischer Patriarch von Antiochia, und Erzbischof Giovanni Giacomo Sinibaldi, Präsident der Päpstlichen Akademie für den kirchlichen Adel. Ab dem 2. Dezember 1837 war er gelähmt und wurde daher von seinen Pflichten als Generalprokurator entbunden.
Beigesetzt wurde er in der römischen Kirche San Pietro in Vincoli.

## Veröffentlichungen
- Praepositiones de Spiritu Sancto. Rom 1779.
- De vita Johannis Chrysostomi Trombellii commentarius. Bologna 1788; 2. Aufl. Rom 1831.
- Ordo ad dandam poenitentiam ex insigni rituali codice membranaceo XI. saeculi Bibl. canonicorum regularium s. Salvatoris Bononiae, nunc primum editus. Rom 1791.
- Breve ragguaglio circa il ch. P. abate D. Prospero Cavalieri, con un catalogo degli uomini illustri della congregazione de’ canonici R.R. del SS. Salvatore e lateranensi. Rom 1835.
- Illustrazione del codice inedito di Bonizone intitolato Decretum, letta nell’Accademi di religione cattolica. Rom 1837.
- Als Herausgeber: Prospero Cavalieri: Biblioteca compendiosa degli uomini illustri della Congregazione de’ canonici regolari del SS. Salvatore lateranesi nelle scienze e belle arti. Velletri 1836.